# Cerambycidae
Capricornes, Longicornes, Cérambycidés
Pour les articles homonymes, voir Capricorne.
Famille
Synonymes
- Lamiidae[2]
- Pseudonepidae[2]

Les Cerambycidae, en français Cérambycidés, vulgairement appelés Capricornes ou Longicornes,, sont une famille d'insectes de l'ordre des Coléoptères, comprenant environ 34 000 espèces et 5 000 genres. Ils sont phytophages, leurs larves consommant du bois mort, mourant ou parfois vivant. En zone tempérée, certaines espèces sont menacées, par manque de vieux arbres et de gros bois-mort.

## Morphologie

### Adulte

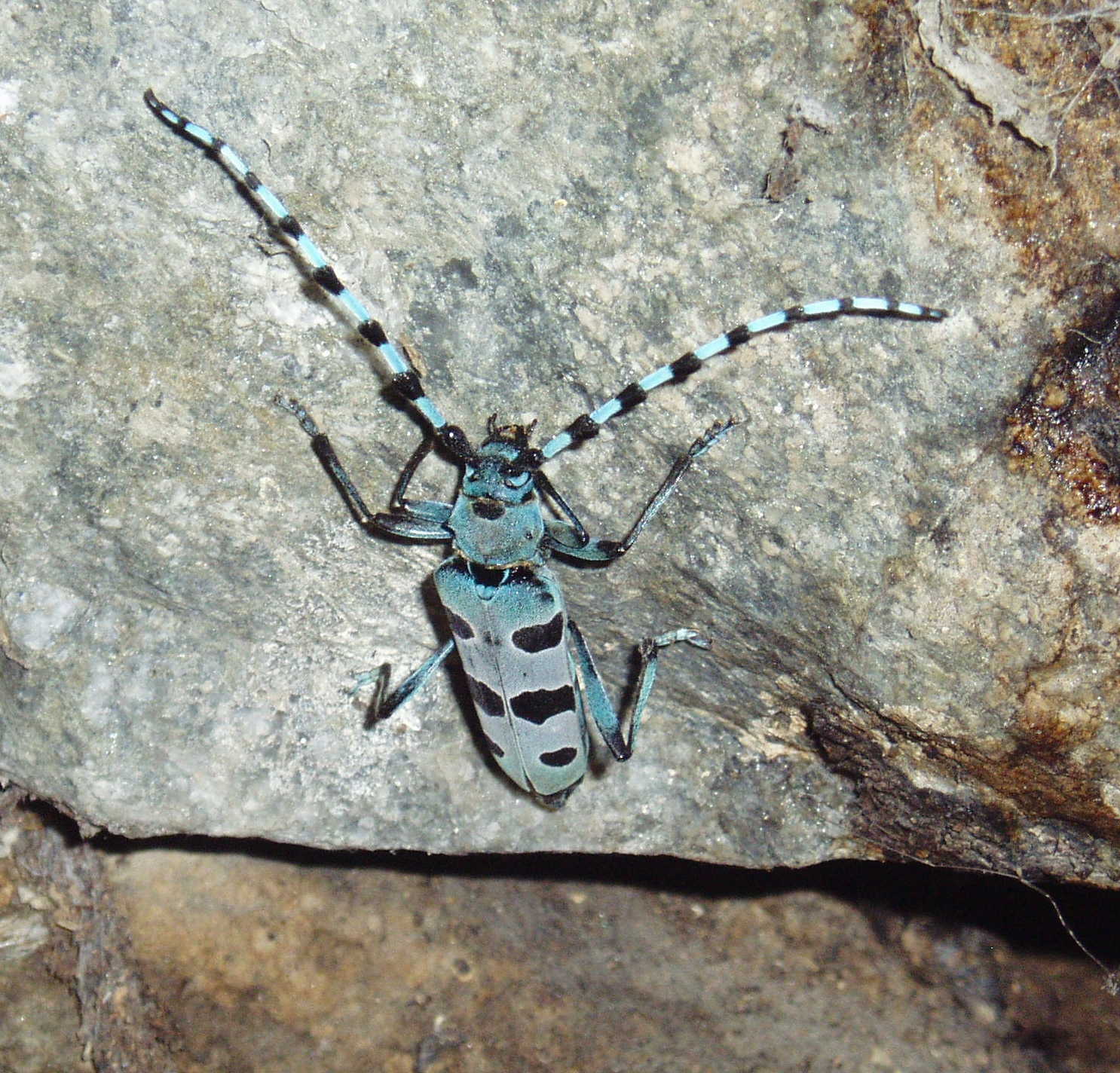
Rosalia alpina (Linné, 1758)

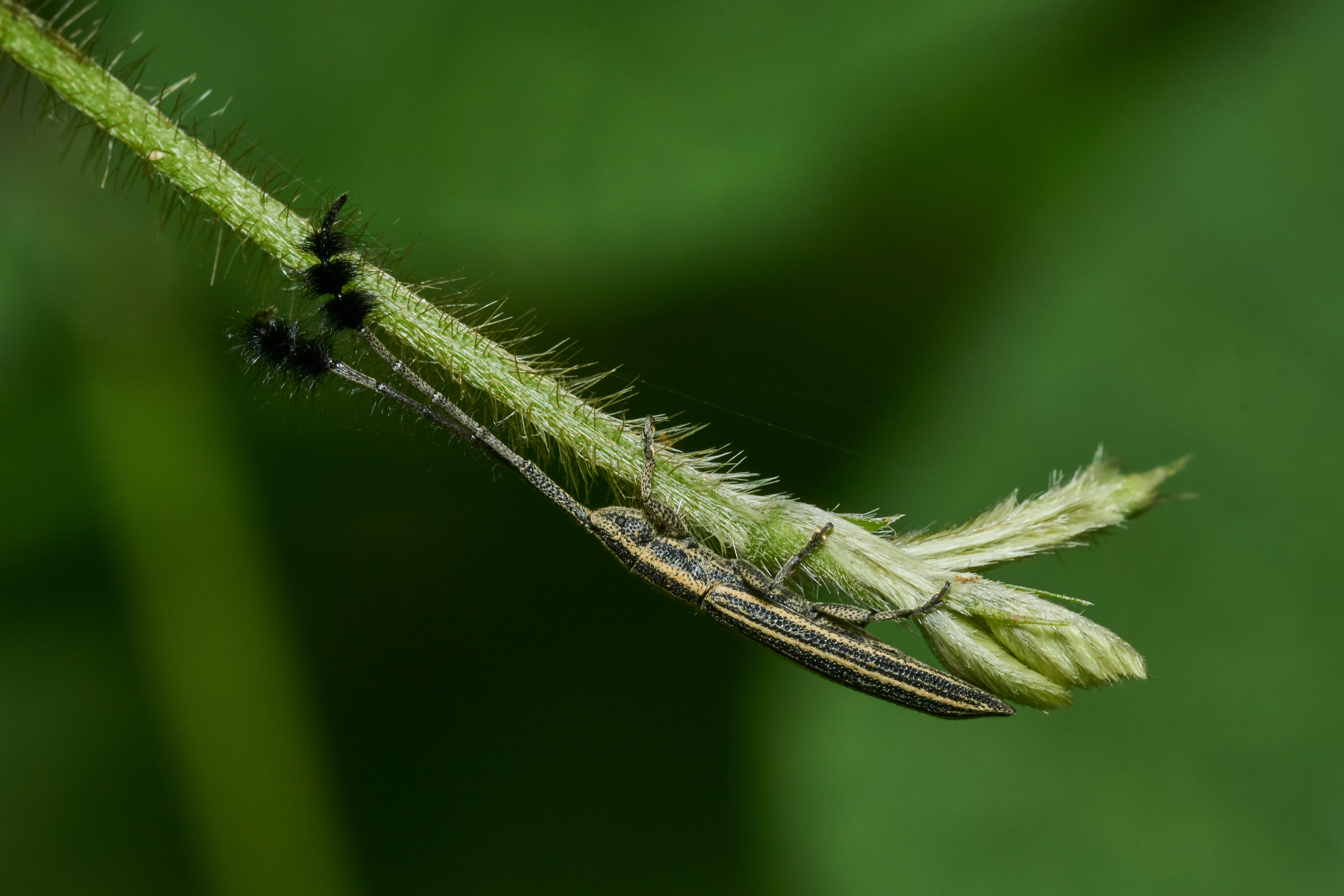
Eucomatocera vittata, en Inde.

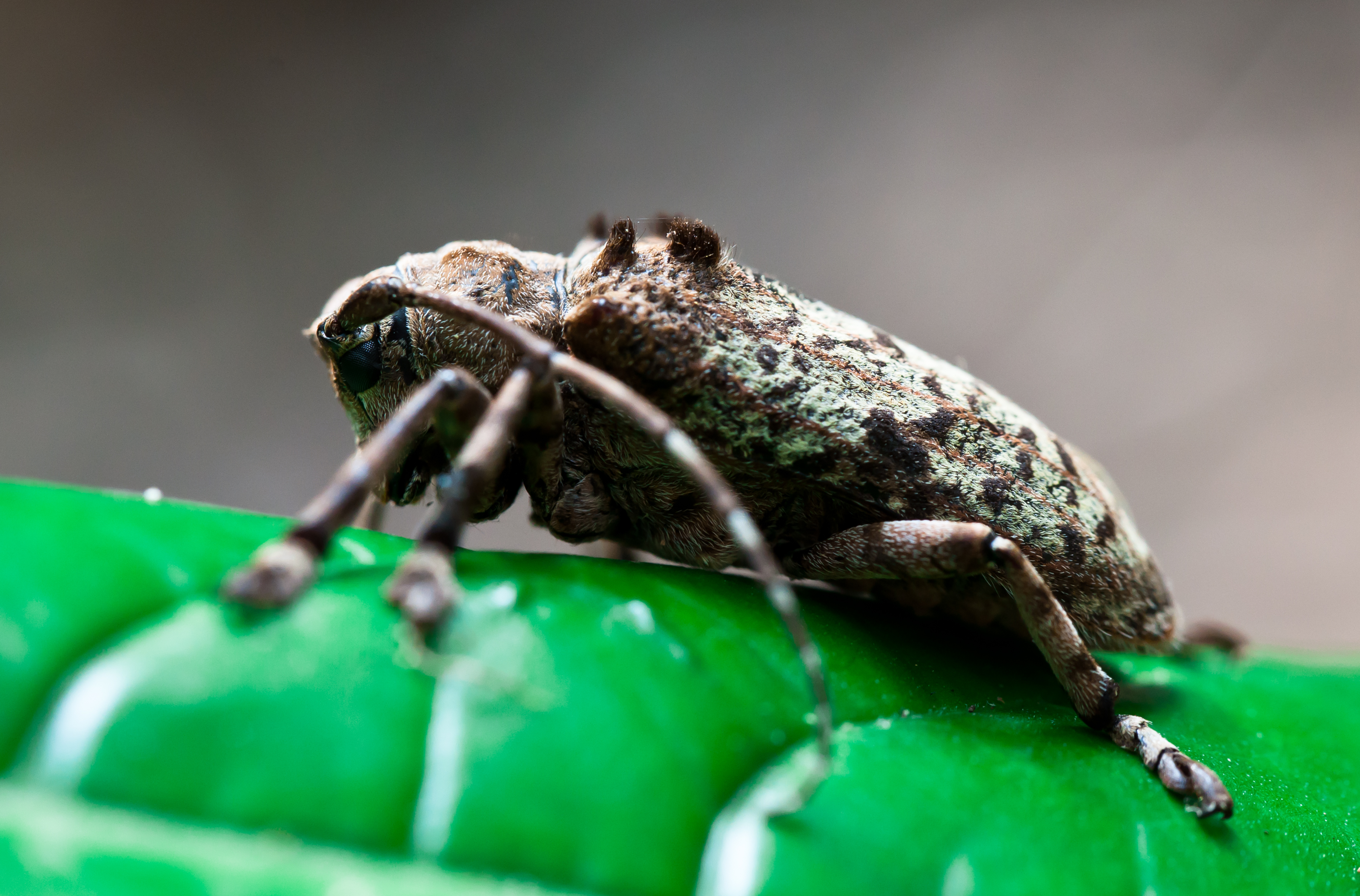
Moechotypa delicatula, parc national de Kaeng Krachan, Thaïlande

Les capricornes ou longicornes doivent leur nom à leurs longues antennes (« cornes »), dont la taille dépasse celle de leur corps, particulièrement chez les mâles. Cette caractéristique les rend facilement reconnaissables par les non-experts.
Toutefois certaines espèces (telles les floricoles), n'ont des antennes que modérément longues ; et les antennes longues sont aussi présentes dans d'autres groupes floricoles (Oedemeridae, Alleculinae) avec lesquels ils peuvent être facilement confondus.
Par rapport à ces familles, la presque totalité des cérambycidés peut être toutefois reconnue par la formule tarsale 4-4-4. En réalité le cinquième article des tarses est encore présent, mais il est si petit qu'il ne peut pas être distingué à l'œil nu, et presque fusionné avec l'onichium. Les cérambycidés n'ont donc pas des tarses tétramères, mais cryptopentamères.
Selon certains auteurs, ces antennes démesurées peuvent servir de balancier en vol.
Les adultes ont souvent un corps allongé et une coloration éclatante qui les rendent très recherchés par les amateurs d'insectes. C'est aussi parmi les cérambycidés que l'on trouve l'un des plus grands insectes du monde : le Titanus giganteus.

### Nymphe

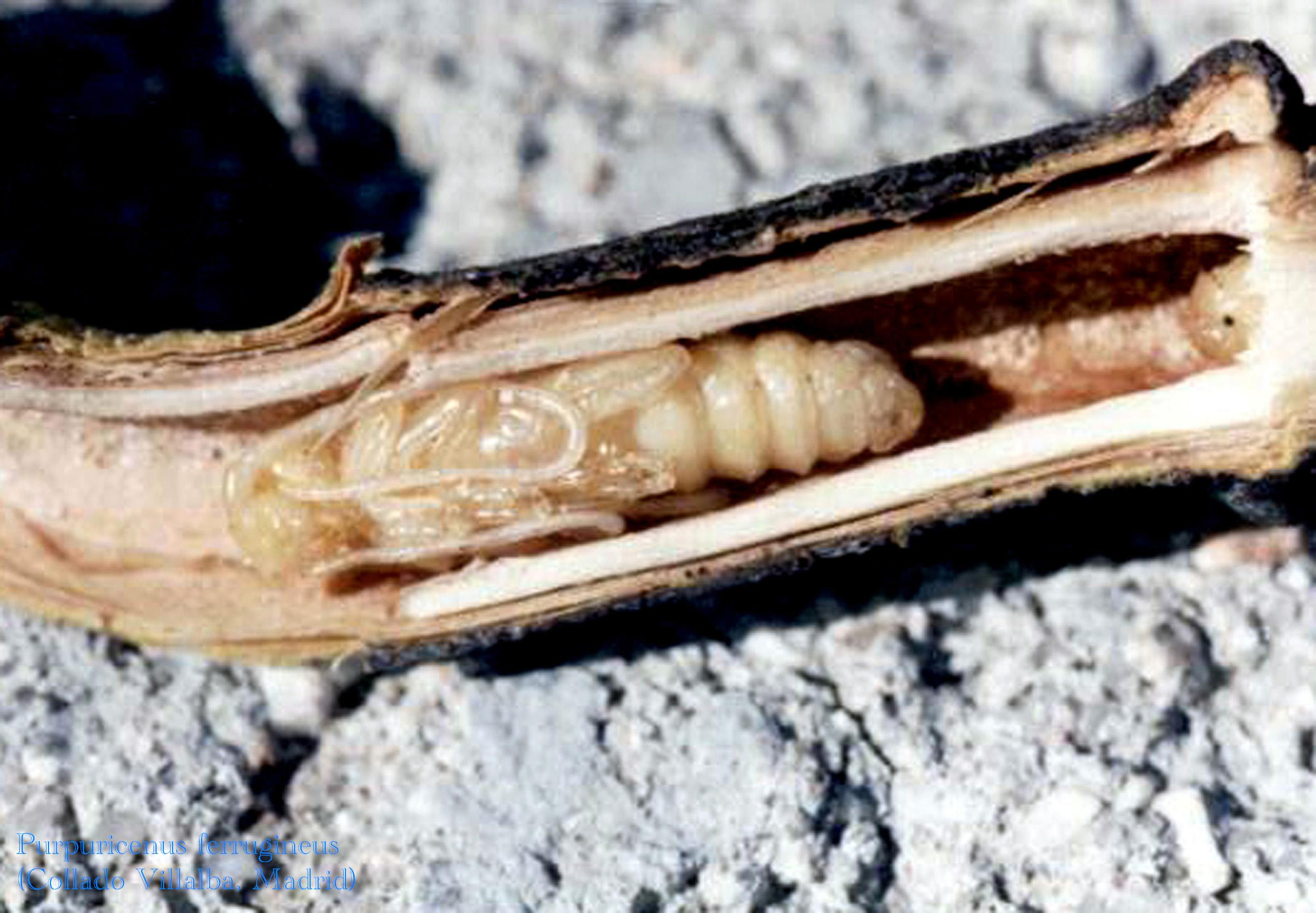
Nymphe de Purpuricenus ferrugineus

La nymphe des cérambycidés, complètement blanche et couverte d'une cuticule délicate, ressemble beaucoup à l'adulte et peut être ainsi parfois facilement identifiée.

Comme celles des autres coléoptères, les ailes et les pattes sont repliées en avant. Les antennes, très longues, sont enroulées en spirale (Lamiini, Batocerini) ou tournent plusieurs fois autour du corps (Acanthocinini).

### Larve
La larve des cérambycidés est généralement blanche et charnue.

Seule la tête est sclérifiée et de couleur orangée, très souvent noire autour des parties buccales.

Le pronotum possède chez certaines espèces une aire postérieure finement rugueuse ou couverte de granules testacés, qui facilite l'avancement de la larve dans les tissus végétaux.

Une évolution comparable a aussi produit des mamelons charnus sur l'abdomen, sur les faces supérieure et inférieure de chaque segment à l'exception des deux ou trois derniers, qui, en se gonflant et en se dégonflant alternativement, permettent la reptation dans les galeries.

Les pattes sont en effet peu développées ou même parfois absentes, comme chez la plupart des Lamiinae et beaucoup de Clytini. Seuls certains lepturiens rhizophages présentent des pattes développées.

## Biologie

### Larve

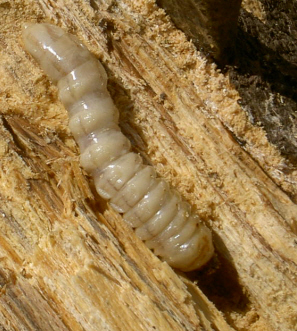
Larve de cérambycidé

Toutes les espèces sont phytophages, c'est-à-dire se nourrissent de végétaux, au moins pendant la période larvaire.
Les larves (pour la plupart) sont plus précisément xylophages, c'est-à-dire qu'elles se nourrissent de bois, en excavant des galeries dans les conifères ou les feuillus, vivants ou morts, surtout marcescents.
D'autres espèces sont rhizophages, c'est-à-dire se nourrissent de racines plus ou moins lignifiées, et certaines enfin vivent à l'intérieur de plantes herbacées.
Les espèces liées aux plantes d'importance agricole ou forestière peuvent éventuellement causer des dommages économiques. Les larves de deux espèces (Hylotrupes bajulus et Trichoferus holosericeus) peuvent aussi attaquer le bois sec, cela peut poser un problème pour les habitations.

### Nymphe
La nymphose a lieu à l'intérieur d'une chambre excavée sous les souches (espèces xylophages), ou au sol, à l'intérieur d'un cocon de matériaux végétaux agglutinés (espèces rhizophages).

La durée de la période nymphale est généralement plutôt brève (un mois environ).
Après l'éclosion, l'adulte reste dans la chambre nymphale en attendant le durcissement complet des téguments. Parfois cette période peut durer aussi plusieurs mois (par exemple pour Cerambyx cerdo et Cerambyx scopolii).

### Adulte
Les adultes de certaines espèces se nourrissent d'éléments végétaux, comme le pollen, ou parfois de débris de bois, tandis que d'autres ne se nourrissent plus du tout et vivent uniquement des réserves qui ont été accumulées pendant la période larvaire, parfois longue.

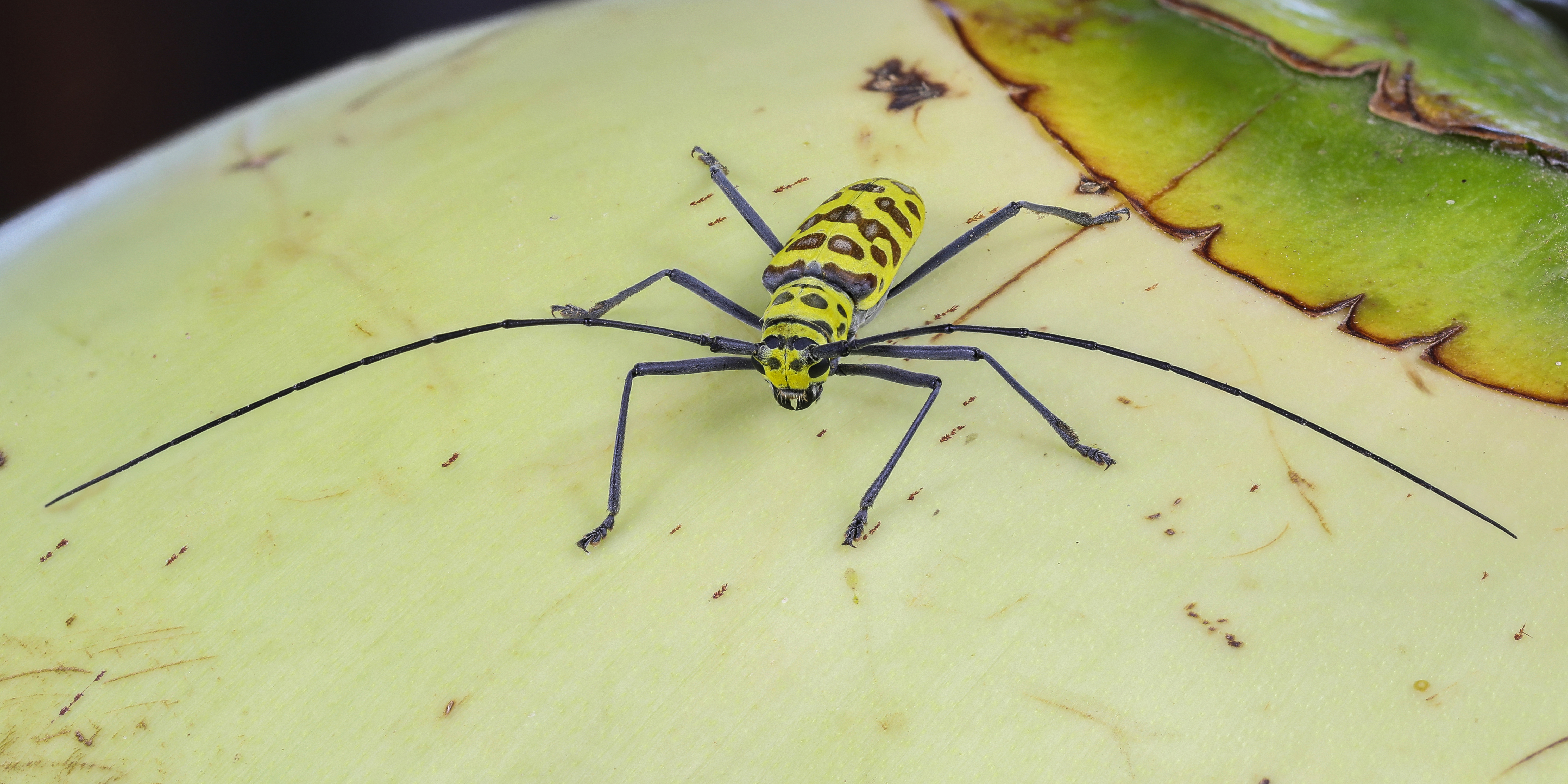
Gerania bosci bosci Fabricius, 1801. Spécimen d'Asie, sur une noix de coco

## Systématique
La famille Cerambycidae est décrite par Latreille en 1802,.
La famille des Cerambycidae a été l'objet de révisions, sur la base de caractères différents. Au XIXe siècle l'idée courante était que les Cerambycidae auraient dérivé de formes archaïques nocturnes, caractérisées par des tarses pentamères, des antennes peu développées et un aspect aplati, à beaucoup d'égards semblables aux Cucujidae.

Les Parandrini et Spondylis ont été placés parmi ces formes ancestrales et à la base de tous les Cerambycidae. L'existence d'un genre Protospondylis, forme de passage entre Parandra et Spondylis, fut même supposée, puis identifiée dans le fossile américain Spondylis florissantensis Wickam, 1920 (en réalité une simple Parandra).

De ces formes, à travers les Mallodontini, les Macrotomini, les Callipogonini et les Aegosomatini, auraient dérivé les formes plus familières, comme les Cerambycinae, les Lepturiens et les Lamiaires.

Mais bientôt l'étude des ailes révélait une situation inverse. Les Lepturinae et les Prioninae, caractérisés par des ailes plus primitives (avec une cellule dans la région anale), auraient été à la base de l'arbre phylogénétique. Les Parandrini paraissaient être seulement des Prioninae ayant subi des adaptations semblables à celles d'autres tribus (Mallodontini, Cantharocnemini) et leur ressemblance avec Spondylis n'était qu'une convergence évolutive.

Les Prioninae apparaissaient paraphylétiques par rapport aux Lepturinae, dont dérivaient les Aseminae (aujourd'hui Spondylidinae), les Cerambycinae, les Lamiinae et les Vesperini.

Il devint ainsi évident que les Cerambycidae les plus anciens étaient ceux de forme lepturoïde, très semblables aux Chrysomelidae, Orsodacninae et groupes affines.

Des études ultérieures portant sur les larves mirent en évidence que les Disteniinae avaient des caractéristiques larvaires telles qu'ils devraient être considérés comme une famille complètement différente, à mettre à la base de l'arbre des Longicornes. L'aspect lepturoïde des Disteniidae confirmait encore une fois la relation entre les Cerambycidae primitifs et les Chrysomelidae.

Toutefois, cette classification n'a été acceptée que récemment.

Des études ultérieures sur les larves ont mis en évidence que les Vesperini, les Anolplodermatini et les Oxypeltini ont des caractères qui les séparent encore plus des Cerambycidae que des Disteniidae, et qu'ils doivent être donc considérés comme des familles distinctes.

Par conséquent certains auteurs considèrent les Longicornes comme une super-famille - Cerambycoidea - séparée des Chrysomeloidea et comprenant toutes les formes jadis décrites comme Cerambycidae.

La famille Cerambycidae, dans la classification actuelle, ne comprend que les sous-familles suivantes :
- Lepturinae Latreille, 1802 Lepturiens
- Prioninae Latreille, 1802 Priones
- Spondylidinae Audinet-Serville, 1832
- Cerambycinae Latreille, 1802 Cérambycinés
- Lamiinae Latreille, 1825 Lamiaires

### Liste des sous-familles possibles
Selon l'ITIS (15 août 2023) :
- Anoplodermatinae Guérin-Méneville, 1840
- Apatophyseinae Lacordaire, 1869
- Cerambycinae Latreille, 1802
- Disteniinae Thomson, 1860
- Lamiinae Latreille, 1825
- Lepturinae Latreille, 1802
- Necydalinae Latreille, 1825
- Oxypeltinae Lacordaire, 1869
- Parandrinae Blanchard, 1845
- Philinae Thomson, 1860
- Prioninae Latreille, 1802
- Spondylidinae Audinet-Serville, 1832
- Vesperinae Mulsant, 1839

### Liste des genres
La liste des genres de Cerambycidae compte autour de 5 000 genres.

### Publication originale
- P. A. Latreille, Histoire Naturelle, Générale et Particulière des Crustacés et des Insectes, vol. Tome Troisième, 1802, 1-467 p.

#### Bases de données biologiques
- Gérard Tavakilian et Hervé Chevillotte, « Base de données Titan sur les Cerambycidés ou Longicornes », sur titan.gbif.fr, Institut de recherche pour le développement, Muséum national d'Histoire naturelle & GBIF France (consulté le 15 août 2023) (site de référence sur la taxinomie des Cerambycidae, fournisseur des données du Catalogue of Life et GBIF)

- (en)  Myers, P. et al., Animal Diversity Web : Cerambycidae, 2023 (consulté le 15 août 2023)
- (en) BioLib : Cerambycidae Latreille, 1802 (consulté le 15 août 2023)
- (en) Catalogue of Life : Cerambycidae (consulté le 15 août 2023)
- (fr + en) EOL : Cerambycidae (consulté le 15 août 2023)
- (en) Fauna Europaea : Cerambycidae (consulté le 15 août 2023)
- (fr + en) GBIF : Cerambycidae (consulté le 15 août 2023)
- (fr) INPN : Cerambycidae Latreille, 1802 (TAXREF)  (consulté le 15 août 2023)
- (en) IRMNG : Cerambycidae Latreille, 1802 (consulté le 15 août 2023)
- (fr + en) ITIS : Cerambycidae Latreille, 1802 (consulté le 15 août 2023)
- (en) NCBI : Cerambycidae (taxons inclus) (consulté le 15 août 2023)
- (en) OEPP : Cerambycidae      (consulté le 15 août 2023)
- (en) Paleobiology Database : Cerambycidae (consulté le 15 août 2023)
- (en) Taxonomicon : Cerambycidae Latreille, 1802 (consulté le 15 août 2023)
- (en) UICN : taxon  Cerambycidae  (consulté le 15 août 2023)
- (en) WoRMS : Cerambycidae Latreille, 1802 (+ liste espèces) (consulté le 15 août 2023)

#### Conférences en ligne
- Les longicornes, analyse à l'échelle des Petites Antilles et identification des secteurs clés à l'échelle de la Martinique , Touroult Julien, 2015

#### Autres documents
- Galerie de cérambycidés mondiaux
- Galerie de cérambycidés paléarctiques
- Iberodorcadion Coleotera, Cerambycidae, Dorcadion - RedIRIS
- Insectes cérambycidés de France : capricornes, rhagies et ergates
- Le Catalogue des Cerambycidae de la Côte-d'Or (France)
- Identification des Cerambycidae de Guyane française